# Blake MacDonald
Blake MacDonald (ur. 10 kwietnia 1976 w Cold Lake) – kanadyjski curler, mistrz świata z 2010. Jest zawodnikiem Saville Sports Centre, do 2011 grał jako trzeci w zespole Kevina Koe i piastował rolę wicekapitana.
W curling zaczął grać w 1988. Gdy był drugim w drużynie Kena Hunka wystąpił na Labat Brier 1999, Alberta z bilansem 5-6 zajęła 9. miejsce. MacDonald drugi raz wystąpił w the Brier po 11 latach, kiedy zespół Kevina Koe wygrał Boston Pizza Cup 2010. Zawodnicy z Edmonton triumfowali także w Mistrzostwach Kanady pokonując w finale 6:5 Glenna Howarda. Na Mistrzostwach Świata 2010 Kanada awansowała do fazy play-off, w meczu 1-2 i finale pokonała Norwegów (Torger Nergård) 11:5 i 9:3.
Po sezonie 2010/2011 Blake ogłosił przerwę w rywalizacji curlingowej, jego miejsce w zespole zajął Pat Simmons. W 2012 dołączył do zespołu Jamiego Kinga.
Blake MacDonald mieszka w St. Albert, jest żonaty z Lawnie, ma dwójkę dzieci. Jest bratem Brenta MacDonalda.

## Wielki Szlem
| Turniej                | 2002/2003 | 2003/2004 | 2005/2006 | 2006/2007 | 2007/2008 | 2008/2009 | 2009/2010 | 2010/2011 |
| ---------------------- | --------- | --------- | --------- | --------- | --------- | --------- | --------- | --------- |
| Canadian Open          | A         | A         | x         | SF        | x         | x         | x         | SF        |
| World Cup of Curling   | A         | x         | A         | QF        | F         | F         | F         | QF        |
| The National           | A         | A         | A         | F         | F         | x         | SF        | x         |
| Players’ Championships | x         | x         | A         | F         | SF        | QF        | SF        | SF        |

| A  | = nie uczestniczył                         |
| x  | = nie zakwalifikował się do fazy finałowej |
| QF | = ćwierćfinał                              |
| SF | = półfinał                                 |
| F  | = finał                                    |
| W  | = zwycięstwo                               |

## Drużyna
|           | Czwarty         | Trzeci            | Drugi           | Otwierający    |
| --------- | --------------- | ----------------- | --------------- | -------------- |
| 2012/2014 | Jamie King      | Blake MacDonald   | Scott Pfeifer   | Jeff Erickson  |
| 2009/2011 | Kevin Koe       | Blake MacDonald   | Carter Rycroft  | Nolan Thiessen |
| 2006/2009 | Blake MacDonald | Kevin Koe (skip)  | Carter Rycroft  | Nolan Thiessen |
| 2004/2006 | Blake MacDonald | Jamie King (skip) | Wade Johnston   | Todd Brick     |
| 2002/2004 | Blake MacDonald | Jamie King (skip) | Aaron Skillen   | Ryan Keane     |
| 1999/2000 | Ken Hunka       | Brent MacDonald   | Blake MacDonald | Wade Johnston  |
| 1998/1999 | Brent MacDonald | Ken Hunka         | Blake MacDonald | Wade Johnston  |
| 1996/1998 | Brent MacDonald | Brad Hannah       | Blake MacDonald | Wade Johnston  |

## CTRS
Pozycje drużyn Blake’a MacDonalda w rankingu CTRS:
- 2013/2014: 34.
- 2012/2013: 23.
- 2010/2011: 5.
- 2009/2010: 3.
- 2008/2009: 9.
- 2007/2008: 3.
- 2006/2007: 4.
- 2005/2006: 81[7].